# 氏
氏
1. 氏（うじ、うぢ）は、血縁関係のある家族群で構成された集団。氏族。氏族は、共通の祖先を認め合うことによって連帯感を持つ人々。氏族名で弁別される。一般に父系・母系のどちらか一方の出自関係をたどって帰属が決まる。成員が相互の具体的な系譜関係を認識していない点で、リネージ（lineage、血統、系統、家柄）と区別される。クラン（clan、氏族、一族、一門、閥、族、一味、大家族）。万葉集二〇「大伴の氏と名に負えるますらをの伴(とも)」[1]
2. 氏（うじ、うぢ）は、古代日本において、氏族に擬制しながら実は祭祀・居住地・官職などを通じて結合した政治的集団。その内部は、姓（かばね）を異にする家族群に分かれ、上級の姓を持つ家族群が下級の姓の家族群を支配し、最下層には部民（べみん、べのたみ）および奴卑（ぬひ）が存在した[2]。族長的地位に立つ家の家長が氏の上（かみ）となり、大化の改新前の部民の田荘（たどころ）、律令制下の氏の賤（せん）などの氏の共有財産を管理し、氏神を奉祀（ほうし）して、氏人（うじびと）集団を統率した。律令制の解体とともに氏としての名は次第に消え、源・平・藤・橘など少数の氏の名のみが残った[3]。→氏長者、藤氏長者。
3. 氏（うじ、うぢ）は、家々の系統を表す名称。苗字（名字）。また、家の称号[2][3]。
4. 氏（うじ、うぢ）は、家がら（家柄）[2][3]。
5. 氏（うじ、うぢ、し）は、近世以降、武士階級の間で、多く同輩以下に対して苗字に添えて用いた敬称[2]。現在では「し(氏)」と発音する[3]。
6. 氏（うじ、うぢ）は、1890年の明治民法以降の法文での「氏」「姓」「苗字」の法的な呼称。→戸籍[2][3]。
7. 氏（うじ、うぢ）は、男系祖先を同じくする同族血縁集団[4]

## 古代氏族としての「氏」
日本の古代における氏（うじ、ウジ）とは、男系祖先を同じくする同族血縁集団、即ち氏族を指す。
1. 氏（うじ、うぢ）は、男系祖先を同じくする同族血縁集団[5][6]。

氏では、主導的立場にある家の家長が「氏の上」（うじのかみ）となって、主要構成員である「氏人」（うじびと）を統率し、被支配階層である「部民」（べのたみ）や「奴婢」（ぬひ）を隷属させた。氏は、部民や田荘（たどころ）、賤（せん）などの共有財産を管理し、「氏神」（うじがみ）に共同で奉祀した。氏の名は朝廷内での職掌や根拠地・居住地の地名に由来し、多くは氏姓制度により地位に応じて与えられたカバネ（姓）を有し、政治的地位はカバネによって秩序づけられた。
- 国名（国造）に由来する氏 - 出雲氏（出雲国造）、尾張氏（尾張国造）、紀氏（紀国造）、諏訪氏（洲羽国造）、吉備氏（吉備諸国造）、葛城氏（葛城国造）、毛野氏（上毛野国造・下毛野国造）など。
- 原始姓に由来する氏 - 和邇氏、穂積氏、蘇我氏、阿曇氏、久米氏など。
- 朝廷内の職掌（品部）に由来する氏 - 物部氏、大伴氏、丈部氏、額田部氏、膳氏、海部氏、磯部氏、阿曇犬養氏、鳥取氏、坂合部氏など。
- 宮号に由来する氏 - 長谷部氏、小長谷部氏、金刺氏、他田氏など。
- 皇族（名代）に由来する氏 - 建部氏、刑部氏、日下部氏など。
- 天皇に姓を賜わり新たに命名された氏 - 藤原氏、橘氏、源氏、平氏、豊臣氏など。

多氏、阿倍氏のように、地名起源か職掌名起源か議論がある氏もある。ウジの後には、（古代は）格助詞「の」を入れて読む。この「の」は、帰属を表す。例えば「蘇我馬子（そがのうまこ）」ならば、蘇我氏「の（に属する）」馬子、源頼朝（みなもとのよりとも）ならば、源氏「の」頼朝という意味となる。
また、氏の呼称は男系祖先を同じくする血縁集団に基づいて名乗るものであり、婚姻によって本来所属していた家族集団とは違う氏に属する家族集団に移ったとしても変えることはできなかった。ただし養子縁組の場合はケースバイケースであった。源師房が藤原頼通の養子になっても「藤原師房」とは名乗らなかったが、源義家の四男惟頼が高階氏に養子に行ったときは、高階氏に改称している。藤原清衡のように、もともと入り婿の形で清原姓を名乗っていたものが、藤原姓に戻したものもある。

### 氏と姓
氏（ウジ）（朝廷が認めた血縁集団の区別を表す）と姓（カバネ）（朝廷との関係を表す）とは区別され、朝廷の公式文書では近世（江戸時代）まで続いた（例えば、足利尊氏は「源朝臣尊氏」と記し、「源」が氏（ウヂ）で、「朝臣」が姓（カバネ）である）。
異なる系統でも、同じ「氏」の名を持つことがあった（例えば、源氏）。

## 家の名称としての「氏」

### 中世
平安時代より、一般には、姓は氏を指し同じ意味となった（例えば、源姓は源氏を意味する）。
加えて、貴族や武士では、血縁集団（同じ氏に属する）から分かれた新たな家族集団を区別するために地名を用いて家名ないし苗字（名字）を自ら名乗るようになり、それが一般的に通用するようになった（例えば、足利尊氏は、氏の「源」を使った場合は「源尊氏」であるのに対し、名字（苗字）の「足利」を使った場合は「足利尊氏」である）。
異なる氏族でも、同じ苗字を持つことがあった（例えば、源姓足利氏と藤姓足利氏）。

### 近代
明治時代においては、まず1870年に、それまで身分的特権性を有していた苗字を平民も自由に公称できるようになった（平民苗字許容令）。
家名・苗字のことを「氏」と呼ぶことも広まった（例えば、足利氏）。本来の「氏」を指すには本姓と呼ぶこととなった。
1872年に壬申戸籍が編纂された際、戸主の届出によって、戸籍へ登録する氏が定められることとなる。それまで、朝廷で編纂される職員録には本姓と諱が用いられてきたが（明治4年4月の職員録では例えば「右大臣従一位藤原朝臣實美三条」のように「氏姓諱」の下に小文字で苗字が記されていたが、同年12月の諸官省官員録では「太政大臣従一位三條實美」のように表記されている）、多くの戸主は籍への登録は苗字家名を以てした。広く知られている例では、越智宿禰博文が伊藤博文と、菅原朝臣重信が大隈重信と、源朝臣直正が鍋島直正と、藤原朝臣利通が大久保利通と、藤原朝臣永敏が大村益次郎と登録したものなどである。その後も伝統的に旧来の氏を用いる場面は皆無ではないが、この壬申戸籍以降、国家が公的な場面で旧来の「藤原朝臣○○」などの名称を用いることはなくなり、この壬申戸籍によって伝統的な氏姓（ウジカバネ）制度の用法は事実上ほぼ途絶したものといいうる。
のち日本国民全てを戸籍により把握する必要が発生したことや事務上の要請もあったことなどから、1875年に、全ての国民について苗字の公称が義務づけられることになる（平民苗字必称義務令）。その際、妻は生家の苗字を称すべきか、夫のそれを称すべきかが問題となったが、1876年の太政官指令では前者とする通達がなされた。これに対しては、庶民の生活実態に合わないなどの理由（社会生活上、嫁ぎ先の苗字を使うことがあった）で、地方から疑問や批判も出た。
その後、不平等条約の解消の一環として民法典の編纂がその頃始まった。主にフランス法とイタリア法が参考にされたが、前者は夫婦別氏、後者が同氏であった。夫婦単位で妻が夫の苗字を名乗る夫婦同氏制が草案の段階で採用され、家制度の採用により夫婦単位ではなく家単位とするよう修正されて、1890年に公布された旧民法において、夫婦同氏の制度が確立した（この旧民法において、法令上は「氏」で呼称が統一される）。これは民法典論争により施行延期になったが、「戸主及ヒ家族ハ其家ノ氏ヲ称ス」という条文はそのまま受け継がれた（旧民法人事編243条2項、明治民法746条）。
なお、第二次世界大戦後、旧来の家制度は日本国憲法の理念と相容れなかったことから廃止されたため、新たに氏の法的性格をどのように考えるかが民法学上の論点となり、その中には血縁関係から完全に離れて純粋に個人の呼称だとする学説もある。日本の現行法上の氏については「日本法における氏」を参照。

## 現代日本法における氏
氏は名とともに氏名を構成する。現行の戸籍法によれば、戸籍には戸籍内の各人について氏名を記載することとされている（戸籍法第13条第1号）。
1947年（昭和22年）の民法改正後の現行法下での「氏」の法的性格については、血縁や家族を背景としているとみる説（血縁団体名称説や家族共同体名称説）があるのに対して、何らかの集団を背後に予定しなければならない根拠はないとして純粋に個人の名称であるとする説（個人呼称説）や多元的に捉えるべきとする多元的性格説等もあり氏の法的性格については見解が分かれている（個人呼称説が民法学上の通説であるとされるが、近時、現実の家族共同生活をする個人に共通する呼称としての性格を併せもっているとの見解が有力になっているとされる）。

### 氏の法的性格
既述のように1898年（明治31年）に公布された民法では「戸主及ヒ家族ハ其家ノ氏ヲ称ス」と規定されていた（明治民法746条）。しかし、第二次世界大戦後における家族法の大改正の際、旧来の家制度は日本国憲法の理念と相容れなかったことから廃止された。氏の制度については存続したが、社会習俗上はともかく、法制度上は家という拠所を失ったため、その法的性格をどのように考えるかが問題となった。現行法上の氏の法的性格については、個人呼称説（氏は純粋に各人の同一性を識別するための個人の呼称であるとする説）、血縁団体名称説（血統名説とも。氏は各人の属する血縁団体（血縁）の名称であるとする説）、家族共同体名称説（家族共同態名説とも。氏は各人の属する家族（家族共同体・家族共同態）の名称であるとする説）、同籍者集団名称説（同籍者名説とも。氏は戸籍編製の基準となる同籍者集団の名称であるとする説）、多元的性格説（氏の法的性格について多元的に理解すべきとする説）など見解は多岐に分かれている。このうち個人呼称説が現在の民法学上の通説であるとされるが、近時、氏には人の同一性を明らかにするとともに<。現実の家族共同生活をする個人に共通する呼称としての性格を併せもっているとの見解が有力になっている。
現行法上、氏の異同は原則として実体的権利関係を伴わないものとされる（復氏と姻族関係には互いにつながりはないこと、父の認知が直ちに子の氏に影響を与えることはないこと、氏の異同は扶養義務や相続権に影響しないことなど）。ただし、例外的に祭祀財産の承継と戸籍の編製については氏を基準としている。

### 氏の取得と変動
氏の取得を生来取得あるいは原始取得という。嫡出子は父母の氏を称し（民法790条第1項本文、親子同氏の原則、子の出生前に父母が離婚したときは離婚の際における父母の氏を称する（民法790条第1項但書）。非嫡出子は母の氏を称し（民法790条第2項）、胎児中に父の認知があったときでも母の氏を称することになる。ただ、民法は子が父又は母と氏を異にする場合について、791条の規定に従って、その父又は母の氏を称することができることとしている。戸籍法は発見された棄児については市町村長が氏名をつけることとしている（戸籍法第57条第2項）。
現行法上、氏は婚姻や養子縁組によって変動する。

#### 婚姻関係
婚姻の場合、夫婦は、婚姻の際に定めるところに従い、夫又は妻の氏を称する（民法750条、夫婦同氏の原則。ただし、日本の戸籍実務上、日本人が外国人と結婚する場合には夫婦同氏の原則の適用はないこととされており（昭和20年4月30日民事甲899号回答、昭和42年3月27日民事甲365号回答）、この点について戸籍法は外国人と婚姻をした者がその氏を配偶者の称している氏に変更しようとするときは、その者は、その婚姻の日から6か月以内に限り、家庭裁判所の許可を得ないで、その旨を届け出ることができるとしているとしている（戸籍法第107条第2項））。
婚姻によって氏を改めた夫又は妻は、離婚又は婚姻の取消しによって婚姻前の氏に復する（民法767条第1項・民法771条・民法749条。復氏の原則）。ただし、離婚又は婚姻の取消しによって婚姻前の氏に復した夫又は妻は、離婚の日から3か月以内に戸籍法の定めるところにより届け出ることによって、離婚の際に称していた氏を称することができる（民法767条第2項・民法771条・民法749条。婚氏続称。1976年に導入された制度で、婚姻していた相手方の同意は不要）。
一方、離婚・婚姻の取消しの場合とは異なり、夫婦の一方の死亡の場合には当然には復氏しない。ただし、生存配偶者は戸籍法上の届出を行うことで婚姻前の氏に復することもできる（生存配偶者の復氏、民法751条、戸籍法第95条）。
なお、外国人と婚姻をし戸籍法第107条第2項の規定による届出を行って氏を変更した者が、離婚、婚姻の取消し又は配偶者の死亡の日以後にその氏を変更の際に称していた氏に変更しようとするときは、その者は、その日から3か月以内に限り、家庭裁判所の許可を得ないで、その旨を届け出ることができるとしている（戸籍法第107条第3項）。 

#### 養子縁組
養子縁組の場合、養子は養親の氏を称する（民法810条本文）。ただし、婚姻によって氏を改めた者については、婚姻の際に定めた氏を称すべき間は婚氏を優先する（婚氏優先の原則、民法810条但書）。
養子は離縁によって原則として縁組前の氏に復する（民法816条第1項本文。復氏の原則）。例外として配偶者とともに養子をした養親の一方のみと離縁をした場合は復氏しない（民法816条第1項但書））。ただし、縁組の日から7年を経過した後に縁組前の氏に復した者は、離縁の日から3か月以内に戸籍法の定めるところにより届け出ることによって、離縁の際に称していた氏を称することができる（民法816条第2項。縁氏続称）。

#### 戸籍法上の氏の変更
やむを得ない事由によって氏を変更しようとするときは、戸籍の筆頭に記載した者及びその配偶者は、家庭裁判所の許可を得て、その旨を届け出なければならない（戸籍法第107条第1項）。具体的な例としては、氏が珍奇・難解である場合、内縁関係にあり相手方の氏を通称してきた場合などがある。戸籍法の氏の変更の場合、その効果は同一戸籍に属するすべての者に及ぶ。